# Жук-восковик
Жук-восковик (Trichius fasciatus) — вид жуків з родини пластинчастовусих (Scarabaeidae). також трапляються назви восковик звичайний, восковик смугастий або восковик перев'язаний.

## Ареал

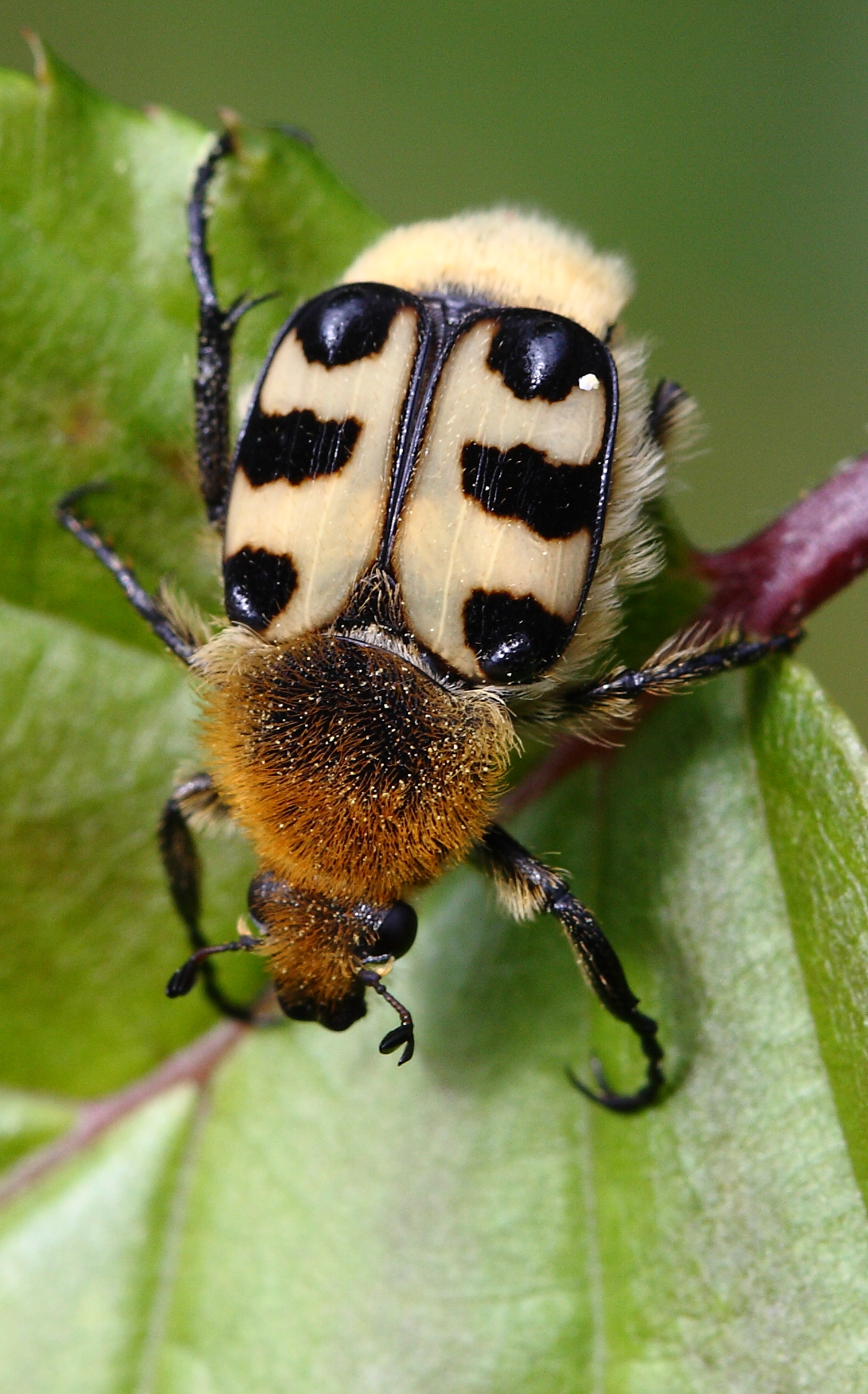

Вид поширений в Європі та Північній Азії від Португалії на схід до Японії і на північ до Арктичного океану. Є також ізольована популяція на Кавказі. В Україні трапляється в західних та північних областях. Живе у змішаних або широколистяних лісах.

## Опис
Тіло завдовжки від 9 до 16 мм. Тіло чорного кольору, а надкрила світло-жовтого або червонувато-жовтого забарвлення. Надкрила мають 3 поперечні чорні перев'язі і вузьку облямівку по краю. Але малюнок надкрила може змінюватися: бути практично непомітним або, навпаки, займати більшу частину надкрила. Голова невелика, покрита довгими жовтими волосками. Передньоспинка опукла, покрита довгими і густими волосками жовтого, рудо-жовтого або сіро-жовтого кольору. З-під надкрила трохи виступає тіло. Нижня частина тіла також покрита жовтими волосками, але на грудях вони густіші, ніж на черевці. Ноги густо вкриті пунктирними лініями.

## Біологія
Мешканець широколистяних лісів. Жуки активні вдень. Спостерігаються з червня по серпень. Трапляються на лісових галявинах, луках різного типу. Активні запилювачі квітів, частинами яких і живляться. Личинки розвиваються у порохнявій деревині листяних порід, переважно в березі і буці, а також у вільсі, тополі, спостерігалися також в ялині. Запліднені самиці відкладають 20—40 овальних яєць під кору, в дупла і тріщини. Генерація однорічна, в північних районах триває два роки. Личинка відрізняється не особливо товстим, С-подібно зігнутим тілом. Голова матова. Тіло дрібнозморшкувате, коричнево-жовтого кольору. Вусики досить товсті, довжина їх члеників лише трохи перевершує товщину. Ноги досить короткі, несуть маленькі, зігнуті, гострі кігтики. Довжина тіла личинки 3-го віку до 40 мм. Заляльковування відбувається навесні в деревині, де жила личинка.